# Zlíchovský tunel

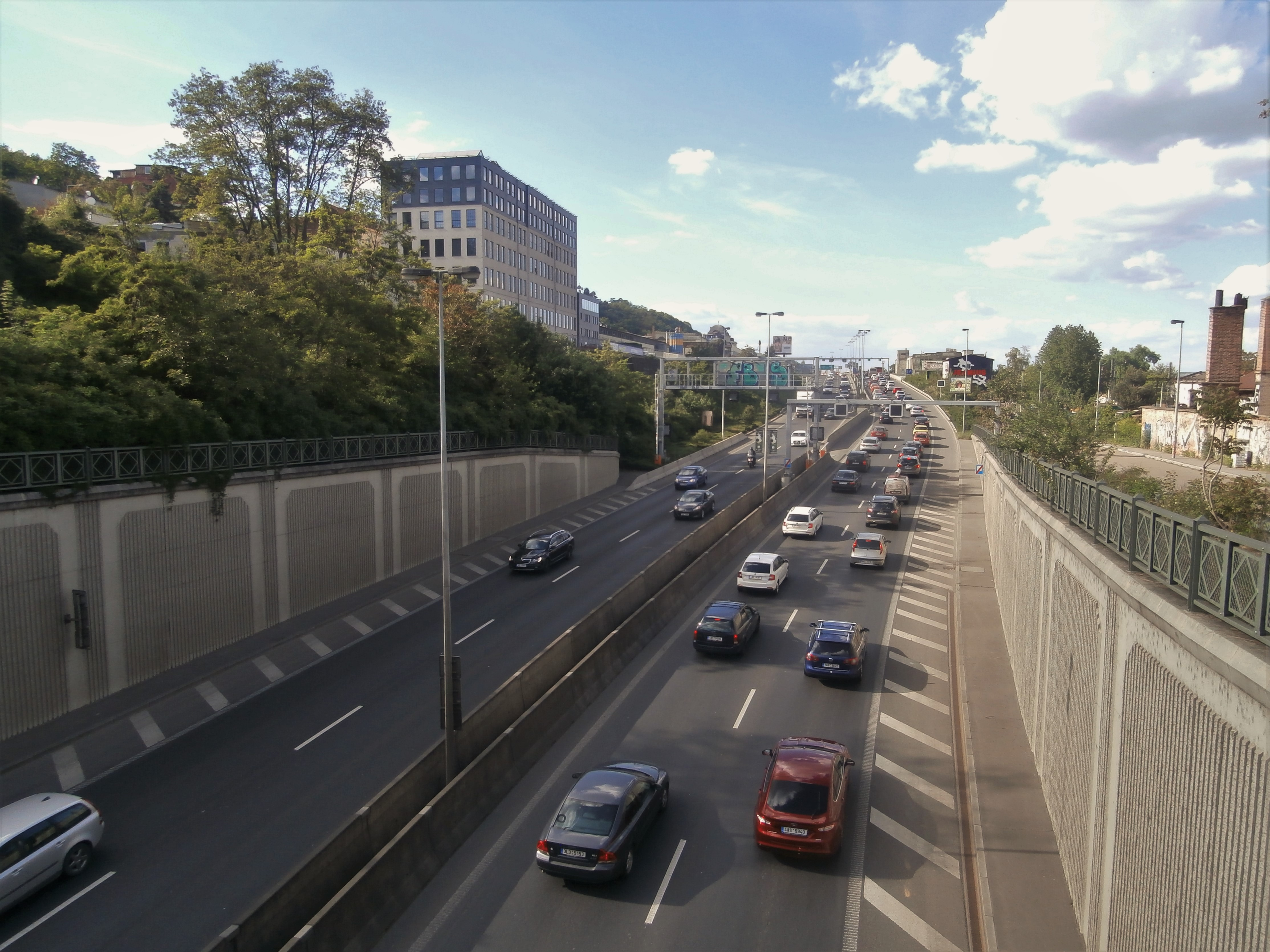
Výjezd ze Zlíchovského tunelu do Dobříšské ulice

Zlíchovský tunel je hloubený silniční tunel v Praze 5. Tunel je dlouhý 195 metrů a otevřen byl v říjnu 2002. Je součástí Městského okruhu, na severu na něj navazuje komunikace Dobříšská ústící do tunelu Mrázovka, na jihu navazuje na Strakonickou ulici a rozplet na Barrandovský most a výstupní komunikaci K Barrandovu.
Tunel se z obou stran směrem doprostřed svažuje. Nad tunelem prochází železniční trať do Berouna, ulice Nádražní a tramvajová trať na Barrandov. Je v provozu v uspořádání 2+2 pruhy každým směrem, v budoucnu by do tunelu a Dobříšské ulice měla ústit plánovaná Radlická radiála.
Dne 1. června 2008 došlo při silném dešti k zaplavení tunelu dešťovou vodou, což způsobilo v Praze dopravní kolaps. Tunel byl uzavřen od 18:25 do 19:30 hodin téhož dne ve směru do centra.